# Lötschel
Das Gebiet Lötschel ist ein mit Verordnung vom 19. Dezember 2003 durch die Körperschaftsforstdirektion Tübingen ausgewiesenerausgewiesener Schonwald (Schutzgebiet-Nummer 200035) in Baden-Württemberg.

## Lage
Das Schutzgebiet befindet sich östlich von Illerrieden und der Grundbach entspringt im Schutzgebiet. Es liegt im Staatswald Ulm in einem Teil der Abt. 1 des Distrikts 23 „Kälberhalde“ und umfasst teilweise die Flurstücke 654 und 723 auf Gemarkung Illerrieden, Gemeinde Illerrieden.
Der Schonwald liegt vollständig im Landschaftsschutzgebiet Illerrieden.

## Vegetation
Im Schonwald kommen laut Waldbiotopkartierung die folgenden Pflanzen vor:
Feldahorn, Spitzahorn, Berg-Ahorn, Buschwindröschen, Wald-Frauenfarn, Hänge-Birke, Wald-Zwenke, Sumpf-Segge, Zittergras-Segge,
Wald-Segge, Gemeine Hainbuche, Gemeine Hasel, Kleinblütiges Weidenröschen, Teich-Schachtelhalm, Rotbuche, Gemeine Esche, Gewöhnliche Goldnessel,
Gemeiner Hohlzahn, Echte Nelkenwurz, Gemeiner Efeu, Wald-Habichtskraut, Wolliges Honiggras, Großes Springkraut, Flatter-Binse, Gemeiner Rainkohl,
Weißliche Hainsimse, Schattenblumen, Rossminze, Wald-Sauerklee, Gemeine Fichte, Espe, Schlehdorn, Stieleiche, Brombeeren,
Schwarzer Holunder, Wasser-Greiskraut, Wald-Ziest, Bach-Sternmiere, Große Brennnessel, Bachbunge.

## Schutzzweck
Der Schutzzweck des Schonwalds ist gemäß Schutzgebietsverordnung
- Erhaltung der artenreichen und naturnahen, oft strauchreichen Laubwaldgesellschaften mit artenreicher Bodenvegetation, die meist aus ehemaligen Mittelwäldern, seltener aus Weide- oder Schälwäldern, hervorgegangen sind;
- Sicherung des genetischen Potenzials der Laubwaldgesellschaften, insbesondere der z. T. seltenen, autochthonen Laubbaumarten;
- Habitatsicherung für die im jeweiligen Laubwald typischen und seltenen Arten von Flora und Fauna.

## Betreuung
Wissenschaftlich betreut wird der Schonwald durch die Forstliche Versuchs- und Forschungsanstalt Baden-Württemberg (BVA).